# Janville-en-Beauce
Janville-en-Beauce ist eine französische Gemeinde mit 2482 Einwohnern (Stand: 1. Januar 2022) im Département Eure-et-Loir in der Region Centre-Val de Loire. Sie gehört zum Arrondissement Chartres und ist Sitz des Gemeindeverbands Communauté de communes Cœur de Beauce.
Sie entstand als Commune nouvelle mit Wirkung vom 1. Januar 2019 durch die Zusammenlegung der bisherigen Gemeinden Allaines-Mervilliers, Janville und Le Puiset, die in der neuen Gemeinde den Status einer Commune déléguée besitzen. Der Verwaltungssitz befindet sich im Ort Janville.

## Gliederung
| Ortsteil                   | ehemaliger INSEE-Code | Fläche (km²) | Einwohnerzahl (2022) |
| -------------------------- | --------------------- | ------------ | -------------------- |
| Janville (Verwaltungssitz) | 28199                 | 12,19        | 1.854                |
| Allaines-Mervilliers       | 28002                 | 22,22        | .0241                |
| Le Puiset                  | 28311                 | 07,91        | .0387                |

## Geographie
Die Gemeinde liegt rund 40 Kilometer südöstlich von Chartres in der Landschaft Beauce. Das Gemeindegebiet wird von der Autobahn A10 durchquert.
Nachbargemeinden sind: Trancrainville im Norden, Oinville-Saint-Liphard im Nordosten, Toury im Osten, Poinville und Santilly im Südosten, Bazoches-les-Hautes im Süden, Tillay-le-Péneux im Südwesten, Germignonville im Westen sowie Guilleville im Nordwesten